# Juese wuqi
Juese wuqi (絕色武器S), noto anche con il titolo internazionale Naked Soldier, è un film del 2012 diretto da Marco Mak. L'opera è il seguito tematico di Chiluo gaoyang (1992) e Chiluo tegong (2002).

## Trama
Rapita da piccola, Phoenix è stata addestrata dalla perfida Madame Rose per diventare un'abile assassina. Suo padre, CK Lung, agente della polizia rimasto miracolosamente vivo all'attentato che avvenne durante il tragico evento, continua tuttavia a cercarla: in seguito a una delle "missioni" di Madame Rose, i loro destini tornano a incrociarsi.

## Distribuzione
In Cina l'opera è stata distribuita dalla Mega Vision a partire dal 23 agosto 2012.